# Ekaterina Diacenko
Ekaterina Diacenko (rusă Екатерина Владимировна Дьяченко; n. 31 august 1987, Sankt Petersburg) este o scrimeră rusă specializată pe sabie.

## Carieră
Este fiica antrenorilor de scrimă Vladimir și Natalia Diacenko și sora lui Aleksei Diacenko, care a cucerit medalia de bronz pe echipe la Jocurile Olimpice din 2004.
Diacenko a participat la Jocurile Olimpice din 2008 de la Beijing. În primul tur a trecut de japoneza Madoka Hisagae, dar a pierdut meciul următor în minutul de aur cu ucraineanca Olena Homrova. La proba pe echipe s-a clasat pe locul 5 pe echipa Rusiei. 
A fost vicecampioană mondială în 2013 și vicecampioana europeană în 2009 și 2014. Pe echipe a cucerit titlul mondial în 2011 și în 2015, și este de cinci ori campioană europeană. 

## Legături externe
Materiale media legate de Ekaterina Diacenko la Wikimedia Commons
- Prezentare la Federația Rusă de Scrimă
- Prezentare Arhivat în 5 decembrie 2014, la Wayback Machine. la Confederația Europeană de Scrimă